# دیلک‌تپه (سینجیک)
دیلک‌تپه (انگلیسی: Dilektepe) (به ارمنی: Կալիկ) 
(به زازاکی: Kalıkan) یک منطقه مسکونی در ترکیه است که در استان آدیامان و در ناحیه سینجیک واقع شده است.